# سیستم بودجه‌بندی پاکتی

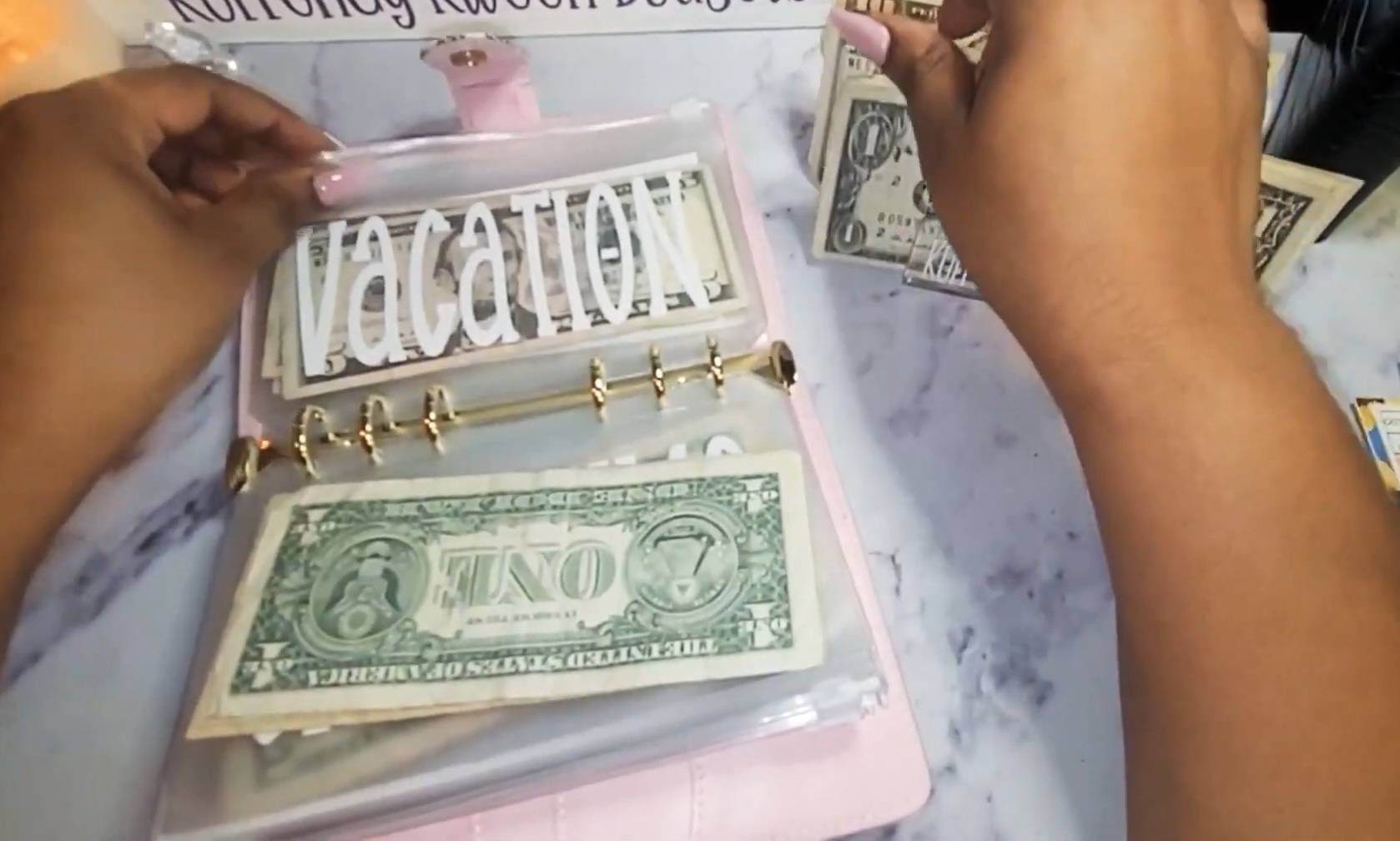
شخصی در حال استفاده از سیستم پاکتی. او پول را در یک کلاسور حلقه‌ای از پاکت‌های پلاستیکی برچسب‌دار قرار می‌دهد.

روش بودجه‌بندی پاکتی، یک روش بودجه‌بندی شخصی محبوب برای تجسم و داشتن یک بودجهٔ انعطاف‌پذیر است. ایدهٔ اصلی این روش، اولویت‌بندی درآمد نقدی برای تأمین هزینه‌های خانوار در دسته‌های جداگانه است که هزینهٔ هر دسته، در بسته‌های جداگانه‌ای همچون پاکت نگهداری می‌شود.

## کاربرد
فرد نام و میانگین هزینهٔ ماهانه یک بخش را روی پاکت می‌نویسد؛ مثلاً هزینه‌های لازم برای غذا، سرگرمی و… سپس، ماهی یک بار یا وقتی که حقوقش را دریافت می‌کند، مبلغ آن بخش را به صورت نقدی در پاکت قرار می‌دهد. وقتی موعد پرداخت هزینه فرا می‌رسد، از پاکت پول برداشت می‌کند.
این کار مانع از آن می‌شود که فرد پول را از جیب یا حساب بانکی خود خرج کند، زیرا از قبل به صورتحساب اختصاص داده شده است.
این استراتژی را می‌توان با چندین حساب جاری یا با استفاده از نرم‌افزار بودجه‌بندی بر اساس ترجیحات فرد، به جای پاکت‌های کاغذی، تطبیق داد.

## اشخاص برجسته
- جاسمین تیلور[۴]